# Fern Bay
Pour les articles homonymes, voir Fern.
Fern Bay est une banlieue Sud de Port Stephens dans la région de Hunter, en Nouvelle-Galles du Sud. Elle est située au nord de Stockton, la seule banlieue de Newcastle située au nord de la rivière Hunter. À l'est se trouve la mer de Tasman. Bien que la banlieue n'est qu'à 6 km à vol d'oiseau de Newcastle, la nécessité de traverser la rivière Hunter force un trajet de 16 km pour rejoindre les deux agglomérations. 
La région fait actuellement l’objet d’un programme d’expansion résidentielle. Un important projet de développement est en cours de construction entre Nelson Bay Road et la plage de Stockton, sur un terrain qui était autrefois un lieu de tir militaire,. 

## Population
83,3% des habitants de Fern Bay sont nées en Australie. Le pays de naissance étranger le plus fréquent est l'Angleterre, avec 3,8 % des habitants. 91,7 % des gens ne parlent que l'anglais à la maison. Les religions les plus représentées sont les anglicans 26,2 %, les non-religieux à 26,0 % et les catholiques à 21,3 %.  